# Pieta van Dishoeck
Pieta Roberta van Dishoeck, nekdanja nizozemska veslačica, * 13. maj 1972, Hilversum.
Za Nizozemsko je nastopila na Poletnih olimpijskih igrah 2000 v Sydneyju, kjer je osvojila dve srebrni medalji. Prvo je osvojila v osmercu, drugo pa s soveslačico Eeke van Nes v dvojnem dvojcu.